# Rodeo (Album)
Rodeo ist das Debütalbum des US-amerikanischen Rappers Travis Scott aus dem Jahr 2015.

## Entstehung und Veröffentlichung
Die Erstveröffentlichung von Rodeo erfolgte am 4. September 2015 bei Epic Records. Das Album erschien in seiner Originalausführung als CD und Download mit 14 Titeln (Katalognummer: 88875146722). Am gleichen Tag erschien eine Deluxeversion mit zwei Bonustiteln (Katalognummer: 88875103362).
Geschrieben wurden die Lieder vom Interpreten selbst, zusammen mit wechselnden Koautoren. Die Produktion erfolgte ebenfalls durch wechselnde Produzenten, Scott selbst war nur an der Produktion zu Apple Pie beteiligt.

## Titelliste
1. Pornography – 3:51
2. Oh My Dis Side (feat. Quavo) – 5:51
3. 3500 (feat. Future & 2 Chainz) – 7:41
4. Wasted (feat. Juicy J) – 3:55
5. 90210 (feat. Kacy Hill) – 5:39
6. Pray 4 Love (feat. The Weeknd) – 5:07
7. Nightcrawler (feat. Swae Lee & Chief Keef) – 5:21
8. Piss on Your Grave (feat. Kanye West) – 2:46
9. Antidote – 4:22
10. Impossible – 4:02
11. Maria I'm Drunk (feat. Justin Bieber & Young Thug) – 5:49
12. Flying High (feat. Toro y Moi) – 3:28
13. I Can Tell – 3:55
14. Apple Pie – 3:39

Bonustitel
1. Ok Alright (feat. Schoolboy Q) – 6:57
2. Never Catch Me – 2:56

## Rezeption

### Rezensionen
Die E-Zine Laut.de bewertete Rodeo mit vier von möglichen fünf Punkten. Aus Sicht des Redakteurs Florian Peking knüpfe Travis Scott „nicht direkt an seinen Mixtape-Teaser“ Days Before Rodeo an. Während er auf dem Mixtape „ein großartig düsteres Soundgerüst, vollgepackt mit wummernden Effekten und Variationen“ geschraubt habe, setze Scott nun „auf harmonische Melodien.“ Die Texte des Rappers wirken „oftmals oberflächlich und belanglos, doch in Verbindung mit der musikalischen Untermalung entfalten sie ihr ästhetisches Potential.“ Scott variiere zudem „Flow oder Stimmlage.“ Zum Teil „brechen dämmrige Bass-Lines die komplette Stimmung auf und wenden den Sound in eine gänzlich neue Richtung“, sodass die Stücke „zu keinem Zeitpunkt monoton“ erscheinen. Mit dem „sperrig und verrückt“ klingenden Piss On Your Grave sowie dem „psychedelische[n]“ Wasted befinden sich jedoch auch „vereinzelte Tiefpunkte“ auf Rodeo.

### Bestenliste
In der Liste der besten „Hip Hop-Alben des Jahres“ 2015 von Laut.de wurde Rodeo auf Rang 21 platziert. Travis Scott kreiere „irgendwo zwischen der […] ungestümen I-don't-give-a-fuck-Attitüde à la Odd Future, der versatilen Trap Rap-Interpretation eines Young Thug und Kanye-West-Pomp“ „nachhaltige Banger“ wie Antidote, Maria, I'm Drunk oder I Can Tell.

## Kommerzieller Erfolg

### Chartplatzierungen
Rodeo avancierte mit Rang drei zum Top-10-Album in den US-amerikanischen Billboard 200. Darüber hinaus erlangte es weltweite Chartplatzierungen, darunter mit Rang 14 in den Top 20 in der Schweiz.
| ChartsChartplatzierungen       | Höchstplatzierung | Wochen |
| ------------------------------ | ----------------- | ------ |
| Deutschland (GfK)              | 60 (1 Wo.)        | 1      |
| Österreich (Ö3)                | 53 (1 Wo.)        | 1      |
| Schweiz (IFPI)                 | 14 (2 Wo.)        | 2      |
| Vereinigte Staaten (Billboard) | 3 (59 Wo.)        | 59     |
| Vereinigtes Königreich (OCC)   | 22 (1 Wo.)        | 1      |

| ChartsJahrescharts (2015)      | Platzierung |
| ------------------------------ | ----------- |
| Vereinigte Staaten (Billboard) | 154         |

| ChartsJahrescharts (2016)      | Platzierung |
| ------------------------------ | ----------- |
| Vereinigte Staaten (Billboard) | 131         |

### Auszeichnungen für Musikverkäufe
| Land/Region                  | Auszeichnungen für Musikverkäufe (Land/Region, Auszeichnung, Verkäufe) | Verkäufe  |
| ---------------------------- | ---------------------------------------------------------------------- | --------- |
| Brasilien (PMB)              | Gold                                                                   | 20.000    |
| Dänemark (IFPI)              | Platin                                                                 | 20.000    |
| Italien (FIMI)               | Gold                                                                   | 25.000    |
| Kanada (MC)                  | Platin                                                                 | 80.000    |
| Neuseeland (RMNZ)            | Platin                                                                 | 15.000    |
| Polen (ZPAV)                 | Platin                                                                 | 20.000    |
| Vereinigte Staaten (RIAA)    | 2× Platin                                                              | 2.000.000 |
| Vereinigtes Königreich (BPI) | Gold                                                                   | 100.000   |
| Insgesamt                    | 3× Gold · 6× Platin ·                                                  | 2.280.000 |

Hauptartikel: Travis Scott (Rapper)/Auszeichnungen für Musikverkäufe